# Maoke

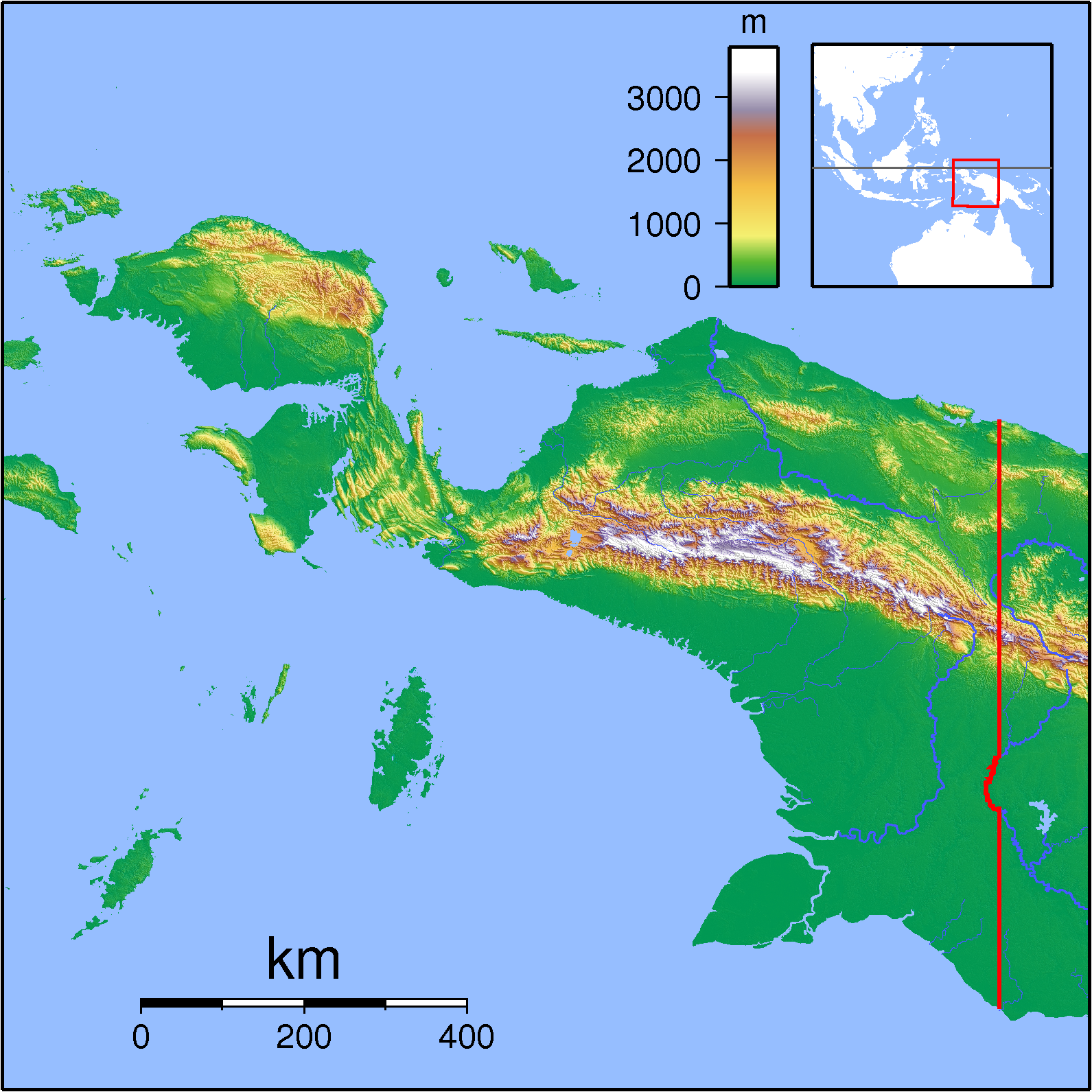
Mapa

Maoke je horské pásmo v centrální části ostrova Nová Guinea. Nejvyšším vrcholem je Puncak Jaya (4884 m). Pohoří leží na území indonéské provincie Papua a táhne se od západu na východ v délce okolo 700 km. Dělí se na dvě části: Sudirmanovo pohoří na západě a Jayawijaya na východě. Název znamená v řeči domorodců „Sněžné hory“ a v roce 1979 zde byl vybudován lyžařský areál, ale v důsledku globálního oteplování se rozloha ledovců rychle snižuje. Oblast je známá svým nerostným bohatstvím, nachází se zde zlatý důl Grasberg.